# Challenger de Porto 2022
El Challenger de Porto 2022 fue un torneo profesional de tenis. Perteneciente al ATP Challenger Tour 2022, está fue su segunda edición y se disputó en pistas de pista dura en Oporto, Portugal entre el 4 y el 10 de julio de 2022.

## Participantes en el cuadro masculino individual
| Favorito | País                 | Jugador               | Ranking | Resultado en el Torneo         |
| -------- | -------------------- | --------------------- | ------- | ------------------------------ |
| 1        | Bandera de Australia | James Duckworth       | 74      | Semifinales                    |
| 2        | Bandera de Japón     | Yoshihito Nishioka    | 101     | Semifinales                    |
| 3        | Bandera de Australia | Christopher O'Connell | 108     | FINAL, retiro                  |
| 4        | Bandera de Portugal  | Nuno Borges           | 123     | Primera ronda                  |
| 5        | Bandera de Francia   | Hugo Grenier          | 141     | Cuartos de final               |
| 6        |                      | Yegor Guerásimov      | 144     | Cuartos de final               |
| 7        | Bandera de Francia   | Constant Lestienne    | 149     | Primera ronda                  |
| 8        | Bandera de Ecuador   | Emilio Gómez          | 151     | Baja antes de la primera ronda |

Ranking del 27 de junio

## Otros participantes
Los siguientes jugadores recibieron una invitación (wild card), por lo tanto ingresan directamente al cuadro principal (WC):
- Pedro Araujo
- Pedro Sousa

- Joao Domingues

Los siguientes jugadores accedieron al cuadro principal tras disputar el cuadro clasificatorio (Q).
- Thomaz Bellucci
- Ulises Blanch
- Gabriel Décamps
- Omar Jasika
- Aidan McHugh
- Daniel Rodrigues

El siguiente jugador entró al cuadro como Perdedor afortunado (LL)
- Kenny de Schepper

## Campeones

### Individual Masculino
- Altuğ Çelikbilek derrotó en la final a  Christopher O'Connell, 7–6(5), 3–1 ret.

### Dobles Masculino
- Yuki Bhambri /  Saketh Myneni derrotaron en la final a  Nuno Borges /  Francisco Cabral, 6–4, 3–6, [10–6]